# Mercedes Torre
Mercedes Torre, (Madrid, 4 de junio de 1972) es una periodista, presentadora de televisión y reportera española. Es Licenciada en Periodismo por la Universidad Complutense de Madrid.

## Biografía
Su carrera profesional se inició en TVE, en el centro territorial de Madrid. En 1996 formó parte de los informativos del recién estrenado Canal 7 Television Madrid. Después se incorporó como reportera al magazine Madrid Directo, de Telemadrid, donde permaneció durante nueve años. De ahí saltó a España Directo, la versión nacional del formato.
El 30 de junio de 2011 presentó, junto a Pilar García Muñiz, el último programa de España Directo y se despidió así: "10 años después seguiremos recordando con muchísimo cariño lo que hemos vivido en este plató y fuera de él. Hasta aquí nuestro programa 1.749. Hasta aquí España Directo. Gracias"
El 7 de julio de 2011 se conoció su fichaje por La Sexta y el programa sucesor de España Directo, Verano Directo, programa al que se incorpora como reportera. Donde se mantiene hasta septiembre de ese año. Durante los dos años siguiente forma parte del equipo de redacción de La Sexta Noticias. 
Tras acabar su estudios en Medicina tradicional China y en Nutrición, pasa un tiempo de tránsito donde compagina dichos conocimientos con el mundo de la comunicación, colaborando con diarios y revistas, hasta que en 2015 y tras meditarlo, deja el mundo del periodismo e inicia una nueva vida como Terapeuta Nutricional, creando su propia clínica. 